# Liste des routes nationales du Bénin

Cet article liste les routes nationales du Bénin .

## Liste
| N°                            | Parcours                                                | Longueur          |
| Routes nationales             | Routes nationales                                       | Routes nationales |
| ----------------------------- | ------------------------------------------------------- | ----------------- |
| RN 1                          | Ouidah – Allada                                         | 37 km             |
| RN 2                          | Comè – Aplahoué                                         | 81 km             |
| RN 3                          | Sakété – Kétou                                          | 100 km            |
| RN 4                          | Massé – Akpro-Missérété                                 | 100 km            |
| RN 5                          | Tchaourou – Bétérou                                     | 55 km             |
| RN 6                          | Djougou – Nikki                                         | 180 km            |
| RN 7                          | Bembéréké – Kouandé - Korontière                        | 120 km            |
| RN 8                          | Djougou – Banikoara                                     | 210 km            |
| RN 9                          | Tanguiéta – Bansalé – Togo                              | 65 km             |
| RN 10                         | Ségbana – Bessassi - Nikki                              | 88 km             |
| Routes nationales inter-états |                                                         |                   |
| RNIE 1                        | Nigeria – Ouidah – Cotonou - Porto-Novo – Sakété – Togo | 180 km            |
| RNIE 2                        | Cotonou – Savé – Parakou – Malanville – Niger           | 750 km            |
| RNIE 3                        | Dassa-Zoumé – Djougou – Porga – Burkina Faso            | 448 km            |
| RNIE 4                        | Togo – Abomey – Kétou – Nigeria                         | 160 km            |
| RNIE 5                        | Doume – Savalou - Glazoué - Savè – Nigeria              | 150 km            |
| RNIE 6                        | Togo – Djougou – N'Dali – Nikki – Nigeria               | 300 km            |
| RNIE 7                        | Nigeria – Segbana – Kandi – Burkina Faso                | 22 km             |